# سیارک ۵۲۵۰
سیارک ۵۲۵۰ (به انگلیسی: 5250 Jas، نامگذاری:1984QF) پنج هزار و دویست و پنجاهمین سیارک کشف شده‌است که در ۲۱ اوت ۱۹۸۴ کشف شد.
قدر مطلق سیارک برابر ۱۲٫۹۰ است.